# كارلوس كاباييرو بيريز
كارلوس كاباييرو بيريز (بالإسبانية: Carlos Caballero Pérez)‏ (5 أكتوبر 1984 في إسبانيا - ) هو لاعب كرة قدم إسباني في مركز الوسط. لعب مع نادي ألكوركون ونادي قادش ونادي قرطبة ونادي ليناريس وVeria F.C. ‏.

## وصلات خارجية
- كارلوس كاباييرو بيريز على موقع قاعدة بيانات كرة القدم.إي يو (الإنجليزية)
- كارلوس كاباييرو بيريز على موقع Soccerbase.com (لاعب) (الإنجليزية)
- كارلوس كاباييرو بيريز على موقع Soccerway.com (الإنجليزية)
- كارلوس كاباييرو بيريز على موقع عالم كرة القدم.نت (الإنجليزية)
- كارلوس كاباييرو بيريز على موقع AS.com (الإسبانية)